# Meilland International
Meilland International — французская компания, занимающаяся селекцией и производством роз.
Компанией ежегодно реализуется более 12 миллионов роз по всему миру. Каждая третья роза, продаваемая в мире, выращена компанией Мейян. Meilland International принадлежит более 1000 патентов, 80 % деятельности осуществляется на экспорт в 63 страны. Доходы от продажи роз непосредственно от Meilland International составляют 30 %, остальные 70 % — от продаж по лицензиям.
Ежегодно в мае-июне в питомниках компании искусственно опыляют около 120 000 кустов роз. После сортировки производится около 250 000 посевов. Затем каждый год в течение 8-9 лет отбираются растения с наилучшими характеристиками. По окончании отбора, только около десяти сортов вводится в серию для торговли.

## Селекционеры семьи Meilland
- Joseph Rambaux
- Meilland, Antoine «Papa Meilland» (1884—1971 гг.)
- Meilland, Francis (1912—1958 гг.)
- Meilland, Alain (родился в 1940 году)
- Meilland, Mrs. Marie-Louise
- Meilland, Marie-Louisette
- Meilland, Michele Richardier

## История
Около 1850 года Joseph Rambaux садовник из Лиона увлёкся выращиванием роз. В свободное от основной работы время он выращивал несколько сортов и занимался гибридизацией. После его смерти, вдова (Veuve, Widow. Rambaux) занималась продажей восьми созданных им сортов.
Его дочь Marie Rambaux вышла замуж за портного Франсиса Дюбрея (Francis Dubreuil), который через некоторое время также занялся разведением и селекцией роз.
Их дочь Клаудиа Дюбрей (Claudia Dubreuil) вышла замуж за Антуана Мейян (Antoine Meilland). 15 июня 1935 года семьей селекционеров был получен сеянец 3-35-40, который стал самой знаменитой розой двадцатого столетия Rosa 'Peace'. Главное достоинство полученного сеянца заключалось в его огромных махровых цветках необыкновенной окраски, их золотисто-жёлтые лепестки были более тёмными к центру, а края их по мере распускания окрашивались в ярко-розовые тона. Для 30-х годов XX века полученная вариация оказалась прорывом в селекции роз. В июне 1939 года Мейяны принимают у себя ведущих производителей роз и лучших клиентов и размножают полученный сорт для отправки многочисленным заказчикам. Вторая мировая война разрывает все связи и делает разведение роз бессмысленным и экономически не выгодным занятием. Семья Мейянов в целях выживания начинают выращивать овощи, но, несмотря на войну продолжают заниматься селекцией.
В мае 1940 года у их сына Франсиса и его жены Луизетты Паолино рождается сын Ален.
29 апреля 1945 года, в день взятия Берлина, на открытии выставки Tихоокеанского Розового Общества в Пасадене, штат Калифорния была организована презентация сеянца 3-35-40. В августе 1945 года 'Peace' награждается премией от Всеамериканского бюро селекции роз. Месяц спустя, в день подписания акта о капитуляции Японии, роза 'Peace' удостаивается высшей награды Американского Розового Общества — Золотой медали. Позже сорт получает множество наград и призов: звание «Золотой Розы» на выставке в Гааге в 1965 г., занесение навечно в Зал Славы по решению Всемирной Федерации Розовых Обществ в 1976 г., премия «За садовые заслуги» от Королевского Садоводческого Общества в 1993 г. Успех продажи 'Peace' только на территории Соединенных Штатов позволил Мейянам основать раздельные розоводческие предприятия — по производству и продаже роз и по выведению новых сортов.
Дочь Франсиса Мейяна, Мишель, вышла замуж за Раймона Ришардье, сына известного розовода Франциска Ришардье.
С 1947 года научная работа стала проводиться в Антибах, на предприятии «Universal Rose Selection-Meilland», а производство саженцев и продажа их по каталогам — в Тассене, в предприятии «Учреждение Мейян-Ришардье».
В первые годы после окончания войны Франсис Мейян занимается внедрением патентного права в области растениеводства. В 1949 году им впервые в Европе запатентован сорт 'Rouge Meilland'.
С 1947 по 1957 год Фрaнсис Мейян завязывает партнерские отношения и открывает филиалы «Дома Мейян» в различных странах. В 1958 году, в возрасте 46 лет умирает от рака. Его отец, семидесятичетырёхлетний Антуан Мейян и жена Луизетта берут на себя ведение дел. Позже к ним присоединяется Ален Мейян.
Ален продолжает поиски усовершенствования патентной системы, закончившиеся принятием в 1995 году общеевропейского сертификата «Community plant variety right». Сертификат позволяет получать лицензионные выплаты за юридически защищённый новый сорт розы.
В конце 1960-х годов Ален Мейян создает ещё одно предприятие — «Meilland International».
Все члены семьи являются сотрудниками компании:
- Надин Мейян (жена Алена) — подразделение занимающееся производством розы на срезку
- Раймон Ришардье — общая стратегия предприятия и раздел кустовых роз
- Соня Мейян (дочь Алена и Надин) — инженер-агроном, ведёт патентный отдел
- Матиас (сын Алена и Надин) — компьютерные разработки и реклама на DVD.
- Мишель (сын Мишель Мейян и Раймона Ришардье) — контроль финансов
- Пьер (сын Мишель Мейян и Раймона Ришардье) — лицензирование.

Ведущим селекционером в Meilland International является директор исследовательского центра Жак Мушот (Jacques Mouchotte).

## Некоторые сорта
Одним из значительных достижений селекции компании Мейян является серия ландшафтных роз выдерживающих зимние температуры до −40°С и цветущих с весны до заморозков. К таким розам относятся 'Rouge Meidiland', 'Ice Meidiland', 'Blanc Meidiland', 'Magic Meidiland', 'Hello', 'Sangria', 'Bonica', 'Bingo Meidiland', 'Lovely Meilland' и другие.
Учитывая современный спрос на старинные розы, на фирме создали серию под общим названием «Романтика», которые сохраняют форму старинных роз (60-110 лепестков), но при этом имеют продолжительное цветение и стойкость к заболеваниям. Некоторые сорта этой серии: 'Jeanne Moreau', 'Michelangelo', 'Alphonse Daudet', 'Honore de Balzac', 'André Le Nôtre', 'Leonardo da Vinci', 'Polka', 'Mona Lisa', 'Pierre de Ronsard'.